# Pambolus longicornis
Pambolus longicornis är en stekelart som först beskrevs av Günther Enderlein 1920.  Pambolus longicornis ingår i släktet Pambolus och familjen bracksteklar. Inga underarter finns listade i Catalogue of Life.